# Nancy Paul
Nancy Paul is een Amerikaanse actrice.

## Biografie
Paul begon in 1984 met acteren in de miniserie The First Olympics: Athens 1896. Hierna heeft ze nog meerdere rollen gespeeld in televisieseries en films, zoals Beverly Hills, 90210 (1990) en Space Precinct (1994-1995).

## Filmografie

### Films
- 1991 V.I. Warshawski – als Paige Wilson Grafalk
- 1989 Dad – als gemeente medewerkster
- 1987 The Return of Sherlock Holmes – rol onbekend
- 1987 Love Potion – als Delaware
- 1985 Tender Is the Night – als Mary North
- 1985 Lifeforce – als Ellen Donaldson
- 1985 Gulag – als Susan Almon
- 1984 Sheena – als Betsy Almes

### Televisieseries
Uitgezonderd eenmalige gastrollen.
- 1994 – 1995 Space Precinct – als Sally Brogan – 25 afl.
- 1990 Beverly Hills, 90210 – als mrs. Rye – 4 afl.
- 1985 Tender Is the Night - als Mary North - 2 afl.
- 1984 The First Olympics: Athens 1896 – als Charlotte Patton – miniserie